# Елагин, Николай Александрович
Николай Александрович Елагин (1872—1929) — русский военный деятель, генерал-майор (1917). Герой Первой мировой войны.

## Биография
В 1891 году вступил в службу после окончания Второго кадетского корпуса. В 1893 году после окончания Константиновского военного училища по I разряду произведён в подпоручики и выпущен в Бородинский 68-й пехотный полк, в конце 1893 года переведён в Измайловский лейб-гвардии полк с переименованием в подпоручики гвардии.
В 1897 году произведён в поручики гвардии, в 1901 году в штабс-капитаны гвардии, в 1905 году в капитаны гвардии, командир роты. В 1912 году произведён в полковники гвардии — командир батальона Измайловского лейб-гвардии полка.
С 1914 года участник Первой мировой войны во главе своего батальона. С 1916 года командир 15-го Финляндского стрелкового полка.
Высочайшим приказом от 22 мая 1917 года за храбрость был награждён Георгиевским оружием: 
За то, что в бытность командиром 3-го батальона лейб-гвардии Измайловского полка, самоотверженно, даже после тяжёлой контузии, руководя под неприятельским обстрелом его действиями у д. Скрода-Малая в ночь на 4 февраля 1915 года он несколькими решительными, по собственному почину, ударами на наступавшие немецкие части, уже прорвавшие часть расположения полка, обратил их в бегство, удержал за собой высоты «75.3» и «80», чем способствовал сохранению полком всей его позиции
Высочайшим приказом от 20 июня 1917 года за боевые отличия произведён в генерал-майоры. 
После Октябрьской революции 1917 года в эмиграции в Германии, был помощником председателя Германского отдела РОВС. Умер 7 сентября 1929 года в Берлине, похоронен на кладбище Тегель.

## Награды
- Орден Святой Анны 3-й степени с мечами и бантом (Мечи и бант к ордену — ВП 28.07.1915)
- Орден Святого Станислава 2-й степени с мечами (ВП 1913; Мечи — ВП 12.02.1915)
- Орден Святой Анны 2-й степени с мечами (ВП 28.10.1914)
- Орден Святого Владимира 4 степени с мечами и бантом (ВП 26.02.1915)
- Орден Святого Владимира 3 степени с мечами (ВП 09.04.1915)
- Георгиевское оружие (ВП 22.05.1917)